# Imelda Staunton
Imelda Mary Philomena Bernadette Staunton CBE (sinh ngày 9 tháng 1 năm 1956) là nữ diễn viên người Anh Quốc. Sau khi được đào tạo tại Học viện Kịch nghệ Hoàng gia, Staunton bắt đầu sự nghiệp của mình ở nhà hát kịch vào những năm 1970.

## Thời thơ ấu
Staunton sinh ra ở Archway, Bắc Luân Đôn, là người con duy nhất của bà Bridie (nhũ danh: McNicholas), một thợ làm tóc, và ông Joseph Staunton, một công nhân làm đường.

## Đời tư
Staunton và chồng, diễn viên Jim Carter, sinh được một con gái tên Bessie (sinh năm 1993). Năm 2007, cả nhà bà từng xuất hiện trong sê-ri Cranford.
Staunton được phong danh hiệu Sĩ quan Đế chế Anh (OBE) vào năm 2006, sau đó là Chỉ huy Đế chế Anh năm 2016.

## Danh sách phim

### Truyền hình
| Năm       | Tên                                       | Vai                    | Ghi chú |
| --------- | ----------------------------------------- | ---------------------- | --- |
| 1986      | The Singing Detective                     |                        | 5 tập |
| 1986      | Ladies in Charge                          | Edith                  | Tập: "Double Act" |
| 1988      | Thompson                                  | (Nhiều vai)            | 6 tập |
| 1990–93   | Up the Garden Path                        | Izzy                   | 18 tập |
| 1990      | Screenplay                                | Stephanie              | Tập: "The Englishman's Wife" |
| 1991      | Screenplay                                | Jane Hartman           | Tập: "Antonia and Jane" |
| 1992      | A Masculine Ending                        | Bridget Bennet         | Phim chiếu ti vi |
| 1993      | Don't Leave Me This Way                   | Bridget Bennet         | Phim chiếu ti vi |
| 1993      | If You See God, Tell Him                  | Muriel Spry            | 4 tập |
| 1994      | Frank Stubbs Promotes                     | Susan                  | Tập: "Charity" |
| 1994      | Woodcock                                  | Edna                   | Phim chiếu ti vi |
| 1995–98   | Is It Legal?                              | Stella Phelps          | 21 tập |
| 1995      | Citizen X                                 | Bà Burakova            | Phim chiếu ti vi |
| 1995      | Look at the State We're In!               | Councillor Johnson     | Phim chiếu ti vi |
| 1995      | The Adventures of Mole                    | (Lồng tiếng)           | Phim chiếu ti vi |
| 1995      | A Bit of Fry and Laurie                   | (Chính mình)           | Tập #4.3 |
| 1996      | Tales From The Crypt                      | Sarah                  | Tập: "About Face" |
| 1998–2000 | The Canterbury Tales                      |                        | 2 tập |
| 1999      | David Copperfield                         | Bà Micawber            | Phim chiếu ti vi |
| 1999      | Midsomer Murders                          | Christine Cooper       | Tập: "Dead Man's Eleven" |
| 2002      | Murder                                    |                        | Phim chiếu ti vi |
| 2003      | Cambridge Spies                           |                        | 2 tập |
| 2003      | Strange                                   | Reverend Mary Truegood | Tập: "Incubus" |
| 2003      | Let's Write A Story                       | Bà Twit                | Phim chiếu ti vi |
| 2005      | Fingersmith                               | Bà Sucksby             | 3 tập |
| 2005      | Little Britain                            | Bà Mead                | 1 tập |
| 2006      | Harry Potter and the Order of the Phoenix | Dolores Umbridge       | Phim chiếu rạp |
| 2006      | The Wind in the Willows                   |                        | Phim chiếu ti vi |
| 2007      | Cranford                                  | Octavia Pole           | 5 tập Đề cư—Giải BAFTA - Nữ phụ phim truyền hình hay nhất |
| 2008      | Big & Small                               | Ruby/Twiba             | 14 tập |
| 2008      | Clay                                      | Mary Doonan            | Phim chiếu ti vi |
| 2009      | Return to Cranford                        | Octavia Pole           | 2 tập |
| 2010–11   | Psychoville                               | Grace Andrews          | 7 tập |
| 2011      | Doctor Who                                |                        | Tập: "The Girl Who Waited" |
| 2012      | The Girl                                  | Alma Hitchcock         | Phim chiếu ti vi Đề cư—Giải BAFTA - Nữ phụ phim truyền hình hay nhất Đề cử—Giải Critics' Choice - Nữ phụ phim truyền hình hay nhất Đề cử—Giải Primetime Emmy - Nữ phụ hay nhất trong sê-ri ngắn/phim điện ảnh |
| 2014      | That Day We Sang                          | Enid                   | Phim chiếu ti vi |